# Mademoiselle Josette, ma femme (film, 1914)
Pour les articles homonymes, voir Mademoiselle Josette, ma femme (homonymie).
Mademoiselle Josette, ma femme est un film français réalisé par André Liabel, sorti en 1914.
Le scénario de ce film est une adaptation de la pièce de Paul Gavault et de Robert Charvay.

## Fiche technique
- Réalisation :  André Liabel
- Scénario d'après la pièce de Paul Gavault et de Robert Charvay
- Société de production : Société Française des Films Éclair
- Pays d'origine : France
- Format : Muet - Noir et blanc - 1,33:1 - 35 mm
- Métrage : 596 mètres
- Genre : Court métrage, comédie
- Date de sortie :
  - France : 20 mars 1914

## Distribution
- Renée Sylvaire : Josette
- Émile Keppens
- César